# حسن القاهر بقوة الله
القاهر بقوة الله بن المهتدي أو حسن القاهر هو الإمام الثاني والعشرين للإسماعيليين النزاريين. ويُعتقد أنه عاش في حالة غيبة في الدولة الإسماعيلية النزارية المتمركزة حول قلعة ألموت. ويُعتقد أنه تم تمثيله خارجيًا بواسطة سفيره كيا بزرك أوميد، وبعد ذلك بواسطة محمد بن بزرك اميد.
لا يُعرف الكثير عن القاهر باستثناء ما هو مسجل في المذهب التقليدي للإسماعيلي النزاري؛ كان والد الإمام الثالث والعشرين حسن على ذكره السلام.وبحسب التقليد، كشف عن نفسه لأتباعه عام 1164 على أنه ابن "محمد المهتدي". إلا أن وجود القاهر وسلفه يعتبر غامضًا. من ناحية، لأنه يقال إنهم عاشوا في سرية، ومن ناحية أخرى، لأن الأعمال التاريخية المعاصرة للإسماعيليين قد دمرت في العصور الوسطى. تعود أقدم أنساب الأئمة الذين أعقبوا نزار إلى القرنين الخامس عشر والسادس عشر. يعتبر المؤرخون السنة مثل عطاء ملك الجويني أن هذه القصة غير صحيحة. ووفقًا له، كان الحسن الثاني في الواقع الابن البيولوجي لمحمد بن بزرك اميد، مما يجعله إمامًا مزيفًا. وقد بنى هو وأتباعه أصله من نزار (توفي 1095) من أجل الحفاظ على حق الوجود لفرعهم من الإسماعيلية. 